# Zinngerät

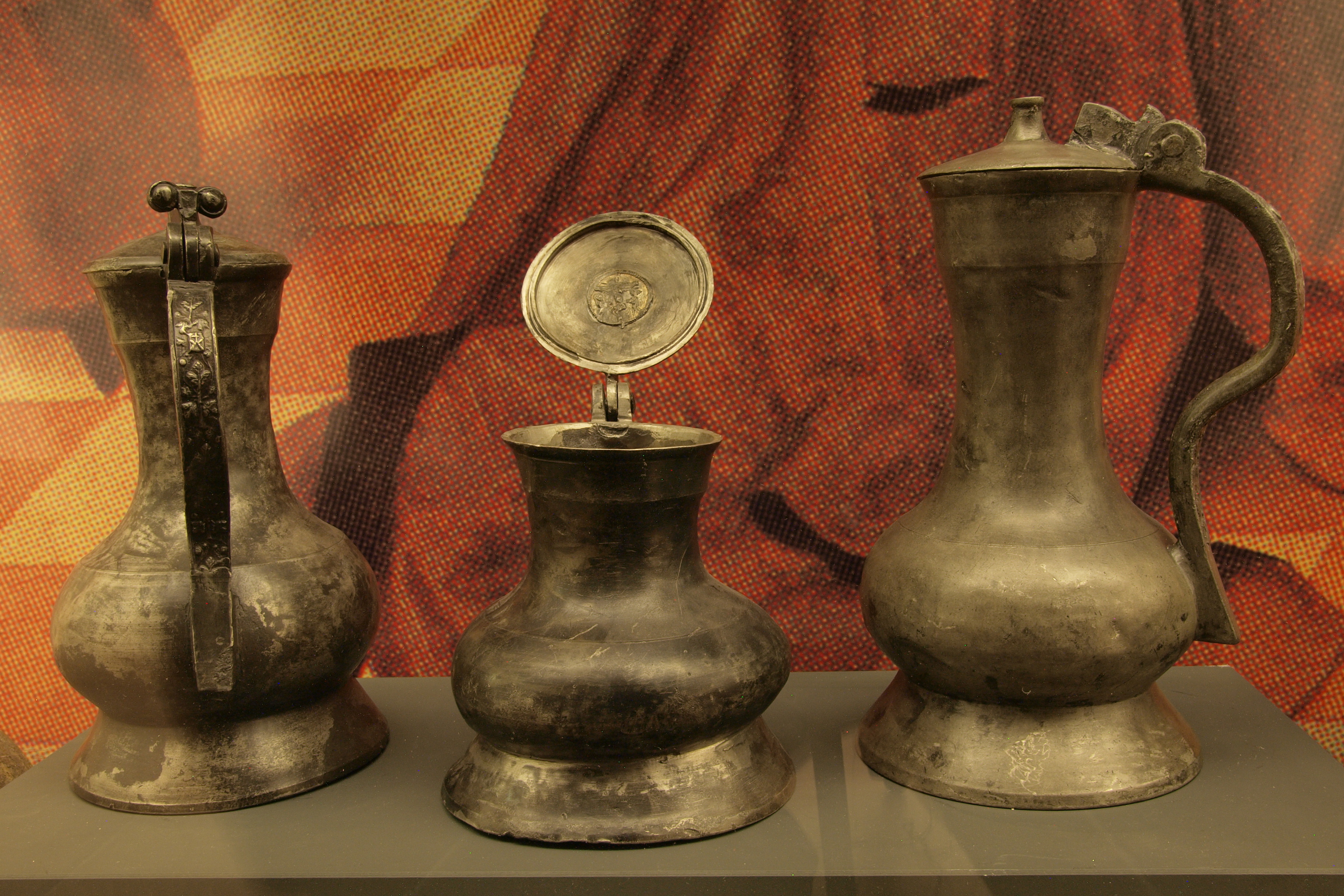
Drei Zinnkannen, sogenannte Hansekannen, des 15. Jahrhunderts im Museum für Hamburgische Geschichte

Als Zinngerät bezeichnet man Haushalts- und Gebrauchsgegenstände wie Geschirr (Teller) und Besteck, Vasen und Ziergegenstände, die aus Zinnlegierungen (Hartzinn oder Britanniametall) hergestellt wurden. Im Süddeutschen wird der Begriff Zinngeschirr verallgemeinernd für alles Zinngerät verwendet.

## Geschichte
Zinngerät hat eine lange Tradition und ist bereits seit ca. 2000 Jahren nachgewiesen, wenn auch wenige sehr alte Stücke (z. B. als Grabbeigaben) erhalten geblieben sind, da das Material immer wieder eingeschmolzen wurde, wenn das Gerät nicht mehr nutzbar war.
Zinn wurde wegen seiner Korrosionsbeständigkeit immer dann verwendet, wenn Silber zu kostbar war. Reines Zinn hat einen silbernen Glanz und ähnlich positive Eigenschaften bei Beständigkeit gegen Lebensmittel. Ursprüngliches Zinngerät hat wenig gemein mit den meist künstlich gealterten historisierenden Ziergegenständen unserer Tage. Zinngerät war oft Gebrauchsgeschirr, an dem überladener Zierrat störend gewesen wäre. Es zeigte aber sehr wohl den Wohlstand des Bürgertums und reicher Bauern, es war sozusagen das Silber des kleinen Mannes. Hinzu kam, dass beschädigte Zinngeräte (anders als zerbrochene Keramik) repariert werden konnten. Selbst wenn keine Reparatur mehr möglich war, hatte ein unbrauchbar gewordener Zinngegenstand noch einen Materialwert, er konnte eingeschmolzen und neu gegossen werden.

### Historisches Zinngeschirr als Sammelobjekt
In den letzten Jahrzehnten des 19. Jahrhunderts begannen Sammler und Museen, historisches Zinngerät zusammenzutragen. In den Kunstgewerbemuseen stand dabei das Reliefzinn des 16. bis 17. Jahrhunderts im Zentrum des Interesses, die stadtgeschichtlichen Museen sammelten eher das formal eigenständige Geschirr der Zünfte und in den Heimatmuseen und volkskundlichen Sammlungen wird vorwiegend einfaches Gebrauchsgeschirr aufbewahrt. 

#### Formtypen
Aus der Zeit seit dem späten Mittelalter haben sich in Museen und Sammlungen vor allem Ess- und Trinkgeschirre erhalten. Ihre Form folgt oft silbernen Vorbildern. Teller, Becher und Humpen sind die häufigsten älteren Formen. Die Branntweinschale verbreitete sich im 17. Jahrhundert in Norddeutschland und den Niederlanden. Krüge aus Steinzeug oder Fayence besaßen in der Regel Klappdeckel aus Zinn. Im 18. Jahrhundert wurde das zinnerne Tafelgerät der Teller und Schalen angereichert durch Präsentierteller, das Bürgertum greift die neuen Kannenformen für Kaffee und Tee auf und für die Dröppelminna ist Zinn sogar der bevorzugte Werkstoff. Erst der Siegeszug des Steinguts verdrängte das Tafelgeschirr aus Zinn und dann kam es auch auf dem Lande im Verlauf des 19. Jahrhunderts gänzlich außer Gebrauch; mit ihm verschwand weitgehend das Handwerk des Zinngießers. 

Wenn Liturgisches Gerät aus Zinn gefertigt wurde, war dies eher eine den armen Gemeinden zugestandene Ausnahme.

Im Repräsentationsgeschirr, das bei den Zünften bei ihren Zusammenkünften gebraucht wurde, sind Sonderformen zu beobachten. Kannen, die teilweise wegen ihrer grotesken Ausmaße kaum zu heben waren, sogenannte Schleifkannen und Willkomme in Pokalform gehörten neben Serien von Trinkbechern zu den materiellen Besitztümern der Handwerkskorporationen.

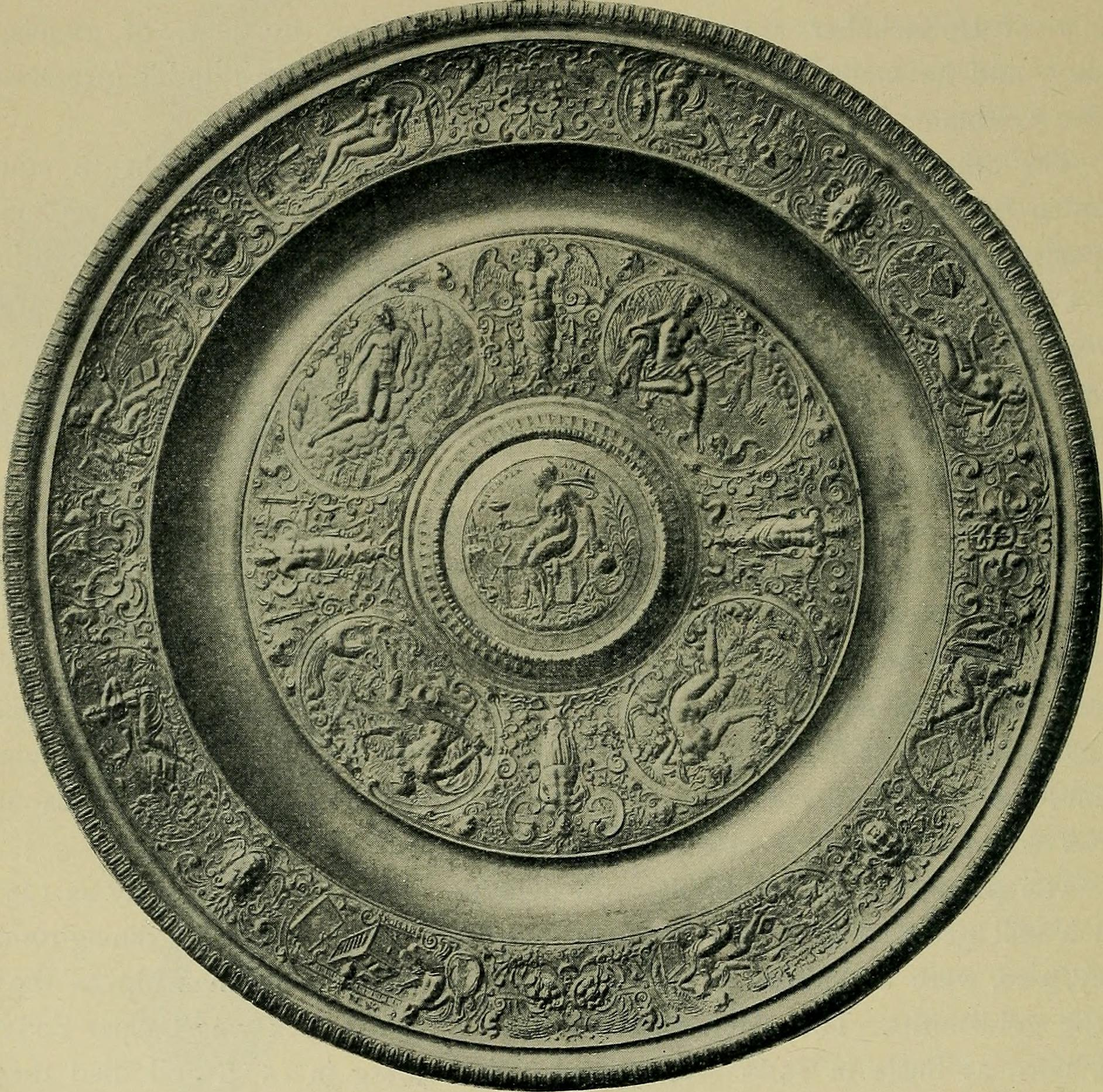
Temperantia-Schüssel, Nürnberg. Reliefdekor von einem 1611 durch Caspar Enderlein geschnittenen Gussmodell, Guss von Sebald Stoy.

#### Reliefzinn
Reliefzinn, früher auch als Edelzinn bezeichnet, spielt in der Geschichte des kunsthandwerklichen Zinns eine Sonderrolle. Und zwar nicht, weil hier eine besonders reine Zinnlegierung benutzt worden wäre, sondern weil seine Gestaltung sich technisch und ikonographisch durch außerordentlich hohes Niveau auszeichnet. Es handelt sich um eine nur an wenigen Orten im 16. und 17., vereinzelt bis ins 18. Jahrhundert geübte Dekorationsweise. Die Stücke wurden in Metall- oder Steinformen gegossen, in denen durch Gravur oder Ätzung die Dekorationsmotive vorgeformt waren. Die Themen der Darstellungen wurden sowohl der antiken Literatur als auch der christlichen Ikonographie entnommen und beruhen überwiegend auf Vorlagen, die durch zeitgenössische Kupferstiche verbreitet waren.
Auf Grund der (teilweise mitgegossenen) Marken kann man eine Reihe von Werkstätten lokalisieren und mit Namen verbinden: François Briot, tätig in Montbéliard um 1580–1616, Rolyn Greffet um 1528–1568 in Lyon, dann in Nürnberg Nicolaus Horchheimer (1563–1583), Albrecht Preissensin (1564–1589) und Caspar Enderlein (1568–1633), der für seine Kopien nach Briot bekannt ist.

#### Andere Dekortechniken
Weil Gefäße für den täglichen Gebrauch leicht zu reinigen sein sollten, blieben sie meist undekoriert, allenfalls mit einem gravierten Besitzervermerk versehen. In dem weichen Metall ist das Gravieren allerdings erschwert, daher wählten die Zinngießer für reichere Darstellungen gern die Flecheltechnik, bei dem wie bei einem Tremulierstich der vorne abgeschrägte Gravierstichel wackelnd bewegt wurde und eine zickzackförmige Spur auf der Metalloberfläche hinterließ. Bis zum 18. Jahrhundert kommt diese Technik häufiger vor, im 19. Jahrhundert dann nur noch in ländlichen Werkstätten.

#### Zinnmarken
Bis zur Einführung der Gewerbefreiheit um die Mitte des 19. Jahrhunderts war es üblich, dass Zinngießer ihre Produkte mit einem eingeschlagenen Stempel versahen, der die Materialqualität garantierte. 
Siehe den Hauptartikel Zinnmarke.

#### Kunstmarkt
Gefäße aus Zinn mit ihrer matten und dunklen Patina waren seit dem späten Historismus noch adäquate Ausstattungsstücke für die in gedämpftem Licht inszenierten Dekorationen der in „altdeutschem“ Stil eingerichteten Wohnräume. In den Jahrzehnten um 1900 gehörten Objekte aus Reliefzinn zu den höchstbezahlten auf dem Antiquitätenmarkt. Die private wie museale Sammeltätigkeit und auch die Erforschung des historischen Zinngeräts nahm im 20. Jahrhundert zu, bis sie in den letzten Jahrzehnten des 20. Jahrhunderts deutlich zurückging und sich so parallel zum Nachlassen eines nostalgischen Folklorismus entwickelte. Entsprechend bewegten sich die Preise für Zinnsachen auf dem Kunstmarkt.
Die bei der Zinngeräteherstellung angewandte Gießtechnik erleichtert die Herstellung von Fälschungen. Betroffen sind nicht nur Kopien des immer noch hoch gehandelten Reliefzinns, auch alltägliche Geschirrformen werden nachgeahmt und sind nicht immer von Originalen leicht zu unterscheiden.

## Herstellung
Das meiste Zinngerät wird gegossen. Zinn kann in allen gebräuchlichen Gießverfahren verarbeitet werden (z. B. Sand-, Kokillen-, Schleuder-, Druckguss). Gebräuchlich ist aber auch das Pressen, insbesondere Fließpressen für Becher u. a. rotationssymmetrische Teile. Hämmern und Treiben ist weniger gebräuchlich. Einzelteile werden üblicherweise durch Löten zusammengefügt. Grate oder unsaubere Oberflächen werden durch spanende Verfahren wie Drehen oder Schleifen nachbearbeitet.

## Pflege des Zinngeräts
Bleifreies Zinn ist in hohem Maße anlaufbeständig, patiniertes (gealtertes) Zinngerät verändert sich nur sehr langsam. Zinngerät, das nicht in ständigem Gebrauch ist, sollte regelmäßig abgestaubt werden, da sich durch Feuchtigkeit im Staub durchaus Korrosion ergeben kann. Zum Spülen eignen sich handelsübliche Spülmittel ohne bleichende Zusätze. Bei der Reinigung in der Spülmaschine kann es zu Farbveränderungen kommen. Da Zinn ein weiches Metall ist, sollte man nur weiche Lappen verwenden.

## Zinnlegierung und Bleigehalt

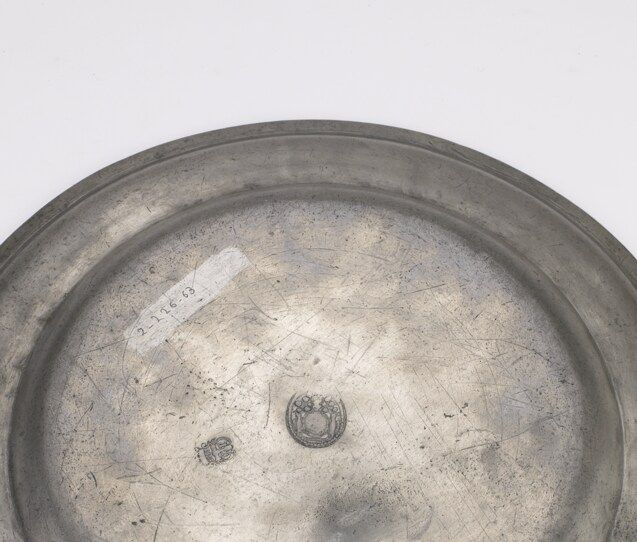
Rückseite eines Zinntellers aus dem 18. Jahrhundert

Reines Zinn ist für Lebensmittel absolut unbedenklich. Zinn wird aber wegen der besseren Verarbeitbarkeit, der höheren Festigkeit und um Zinnpest zu vermeiden, fast immer als Legierung verarbeitet. Verbreitete Legierungen sind Legierungen mit Antimon und Blei (insbesondere bei Loten). Spätestens seit dem Mittelalter ist die Giftigkeit von Bleiverbindungen bekannt. Giftig sind insbesondere Bleisalze, die bei Kontakt mit Lebensmitteln (Fruchtsäften, Wein, Essig…) entstehen können. Bleiacetat zum Beispiel ist ein wasserlösliches, süßlich schmeckendes extrem giftiges Bleisalz, welches beim Kontakt von Blei mit Essigsäure entsteht. Die Legierung hatte daher von Alters her in der Regel höchstens 10 % Bleigehalt (z. B. das englische Pewter), was von den Zünften überwacht wurde. Zinngeschirr mit diesem relativ hohen Bleigehalt dürfte nur noch selten zu finden sein, da es üblich war, altes, abgestoßenes Zinngerät für neues wieder einschmelzen zu lassen. Im 18. Jahrhundert kam in England das weitgehend bleifreie Britanniametall auf. Zu historischen Zinnlegierungen siehe den Artikel über Zinnmarken.
Seit dem Zink-Blei-Gesetz von 1887 darf in Deutschland das Zinngerät, das für Lebensmittel verwendet wird, nur noch geringe Mengen Blei enthalten. Der Grenzwert wurde später auf maximal 0,5 % Blei (max. 2 % Kupfer, max. 7 % Antimon) festgesetzt. Bei Simulationen mit Zitronensäure, Bier und Cola wurden bei 24-stündigem Kontakt bei 20 °C 0,3–0,9 ppm Blei in der Lösung nachgewiesen. Da sich Blei aber auch in Spuren im Körper anreichert, sollte dieses Geschirr (nach DIN 17810) nicht mehr benutzt werden. Auch der Engel mit Waage (altes RAL-Gütesiegel) ist heute kein Gütesiegel für Unbedenklichkeit. Neues Zinngeschirr für den Gebrauch mit Lebensmitteln darf kein Blei enthalten bzw. abgeben.
Zinn ist inzwischen eines der teuersten NE-Metalle im Haushalt und wird daher von spezialisierten Unternehmen angekauft.